# Prosper Duvergier de Hauranne
Prosper Duvergier de Hauranne (Rouen, 3 agosto 1798 – Herry, 20 maggio 1881) è stato un politico francese.

## Biografia
Eletto deputato conservatore nel 1831, nel 1837 si spostò a sinistra e divenne fiero orleanista. Esiliato dopo il colpo di Stato del 1851, trascorse gli ultimi anni lontano dalla politica.
Dal 1870 al 1881 occupò il seggio 24 dell'Accademia francese.